# The Stranger and the Taxicab
The Stranger and the Taxicab è un cortometraggio muto del 1912 diretto da C.J. Williams.

## Produzione
Il film fu prodotto dalla Edison Company.

## Distribuzione
Distribuito dalla General Film Company, il film - un cortometraggio in una bobina - uscì nelle sale cinematografiche degli Stati Uniti l'11 settembre 1912. Nel Regno Unito, venne distribuito il 16 novembre 1912.